# 噪音远去
《噪音遠去》（英語：Noises Off）是英国当代著名剧作家及小说家迈克尔·弗莱恩所写的三幕鬧劇作品。该剧的创作灵感源于《我们中的两个》（1970）的最后一幕闹剧，使用了戏中戏的表现手法，被称为英国战后最成功的喜剧，使弗莱恩再次获得劳伦斯·奥利佛最佳喜剧奖和标准晚报戏剧奖。剧名是指噪音从剧场舞台后面的远处传来。

## 剧情
讲述的是一个戏班上演戏剧《一丝不挂》（Nothing On）的故事。
第一幕
正常舞台布景，第一次暨最后一次彩排，准备当晚就要首演的十周巡回演出，场面一片混乱。
第二幕
舞台布景翻转180度，巡演一个月之后的某次正式演出，后台不断发生意外，演出无法正常进行。
第三幕
舞台布景翻转回来，巡演快结束时的某次正式演出，台前依然混乱，演员纷纷试图挽救演出。

## 角色
| 《噪音遠去》的角色                                                       | 《無中生有》的角色                                                                                   |
| 罗伊德 Lloyd Dallas 《無中生有》的导演                                   | （替补）                                                                                             |
| 朵缇 Dotty Otley 《無中生有》的投资人兼女演员                            | 克拉克太太/费太太 Mrs. Clackett Brent夫妇家的女管家                                                  |
| 盖瑞 Garry Lejeune 《無中生有》的男演员，会补台                          | 罗杰/查 Roger Tramplemain 房屋中介，Vicki的情人                                                      |
| 布鲁克 Brooke Ashton 《無中生有》的女演员，不会补台                      | 薇姬/薇琪/姬 Vicki 英国税务局女职员，Roger Tramplemain的情人，小偷的女儿                             |
| 弗莱德 Frederick (Freddy) Fellowes 《無中生有》的男演员，不会补台        | ①菲利普·布兰特/Philip·白菲腊先生 Philip Brent 男剧作家，Flavia Brent的丈夫 ②酋长 Sheikh 富有的租房者 |
| 贝琳达 Belinda Blair 《無中生有》的女演员，会补台                        | 布兰特太太/白太太 Flavia Brent Philip Brent的妻子                                                    |
| 塞尔斯登 Selsdon Mowbray 《無中生有》的男演员                            | 小偷 Burglar Vicki的父亲                                                                             |
| 提姆/添 Timothy (Tim) Allgood 《無中生有》的舞台监督兼所有男演员的替角   | （替补）                                                                                             |
| 珀皮/弟 Poppy Norton-Taylor 《無中生有》的助理舞台监督兼所有女演员的替角 | （替补）                                                                                             |

《噪音遠去》包含两组三角恋，第一组是一男两女（Lloyd Dallas、Brooke Ashton和Poppy Norton-Taylor），第二组是一女两男（Dotty Otley、Garry Lejeune和Frederick Fellowes）。